# Idaea carneotincta
Idaea carneotincta là một loài bướm đêm trong họ Geometridae.